# Sint-Brunokerk (Voiron)

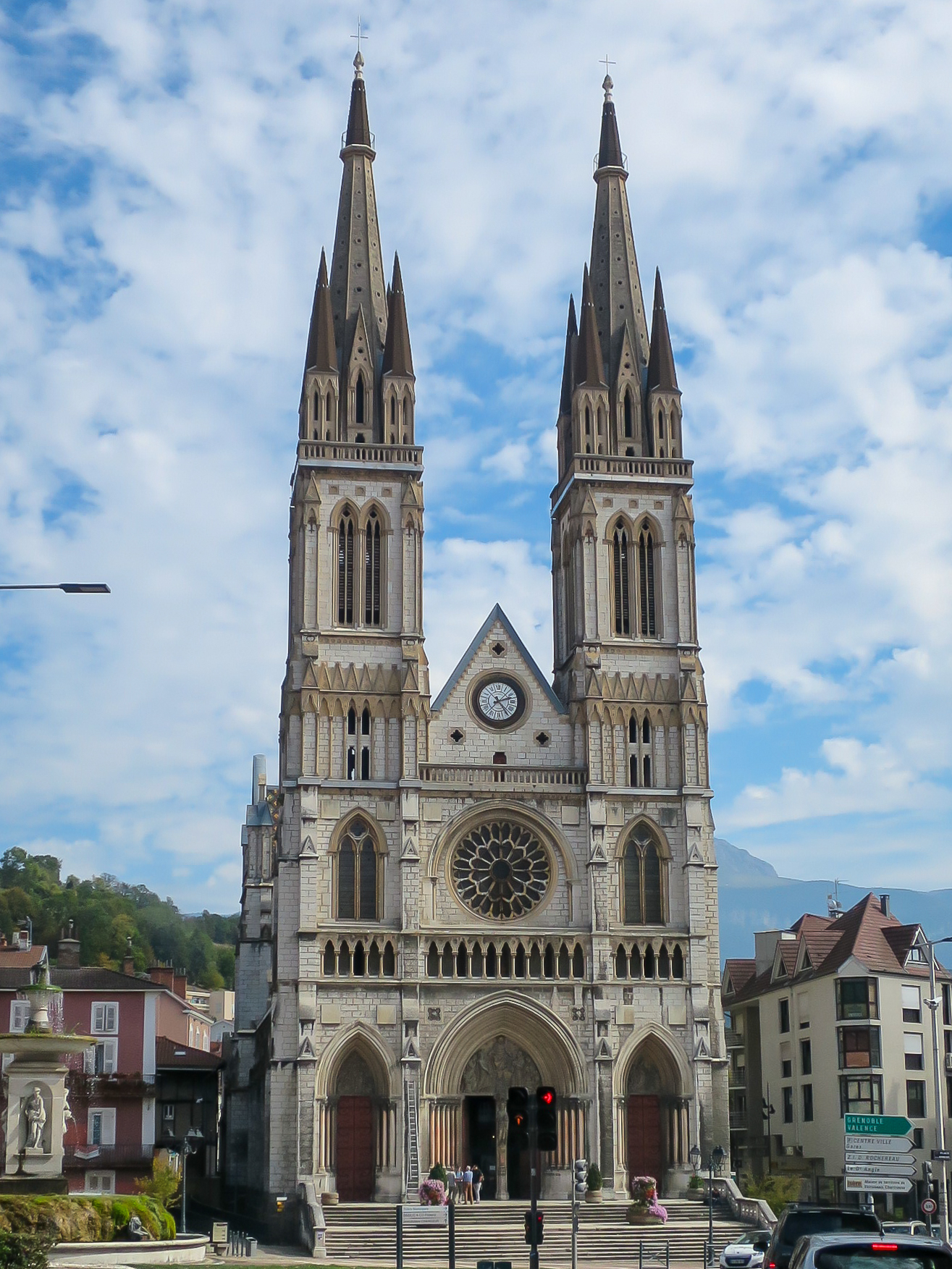
Façade

De Sint-Brunokerk (Frans: église Saint-Bruno) is een rooms-katholieke parochiekerk in de Franse gemeente Voiron (Isère). De 19e-eeuwse neogotische kerk wordt wegens haar omvang soms verkeerdelijk benoemd als kathedraal. Ze is sinds 2007 een beschermd historisch monument.

## Geschiedenis

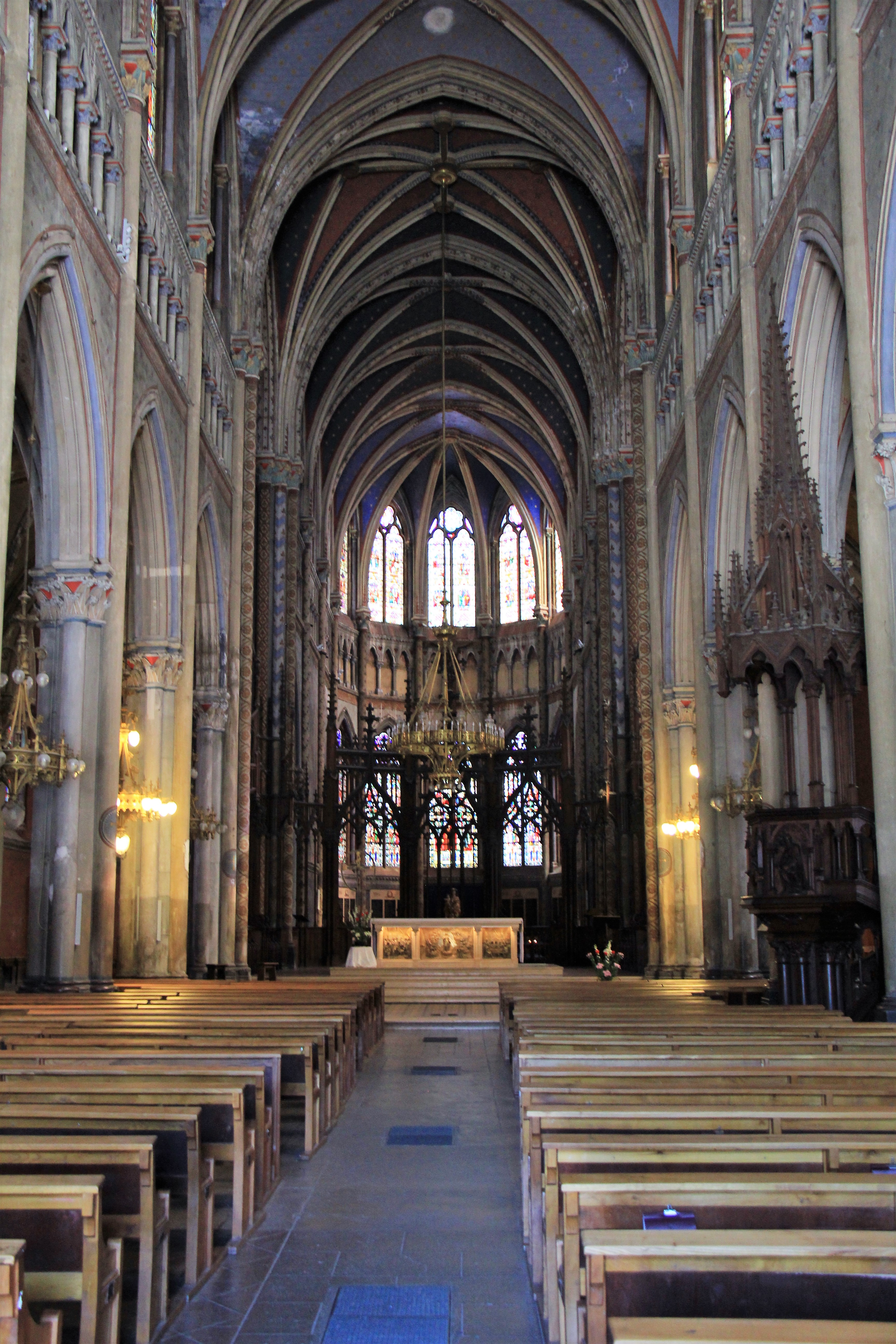
Interieur

De gemeente Voiron kende in de 19e eeuw een sterke bevolkingsgroei. De oude parochiekerk Saint-Pierre werd te klein en was te ver uit het nieuwe stadscentrum gelegen. Het gemeentebestuur koos voor een terrein in de rue Blancherie in de oude leerlooierswijk. Na de eerste plannen in 1820 duurde het veertig jaar om de departementale overheid gewonnen te krijgen voor de bouw. De bouw werd gefinancierd door de gemeente, die hiervoor een lening nam en de oude augustijnenkerk verkocht, door staatssteun en door giften. Een belangrijke geldschieter was de kartuizer kloosterorde die 100.000 Franse frank schonk. Dit was een reden om de kerk te wijden aan de heilige Bruno van Keulen, stichter en patroon van de orde. Om de kosten te drukken werd besloten om de voorziene twee torens met negen meter in te korten en beton te gebruiken bij de bouw. Dat was toen nog een relatief nieuw bouwmateriaal.
De eerste steen werd gelegd op 6 augustus 1864. De ruwbouw was klaar in 1872, maar door geldgebrek en de politieke onrust (het einde van het Tweede Keizerrijk), duurde het tot 22 mei 1883 eer de kerk kon worden ingewijd. Het interieur werd pas afgewerkt in de jaren 1920.
In de jaren 1970 volgde een eerste restauratiecampagne. Tussen 1999 en 2002 werd het orgel gerestaureerd. In 2008 drongen zich beschermende maatregelen op omdat er brokstukken naar beneden vielen.
In 2007 werd de kerk beschermd als historisch monument, wegens haar eenheid van stijl en het innovatieve gebruik van beton bij de constructie. Het orgel was al eerder in 1973 beschermd als historisch monument.

## Beschrijving
De façade wordt geflankeerd door twee spitstorens, die vier klokken dragen. De torens zijn gebouwd in tufsteen en de decoraties zijn gemaakt uit beton.
Het neogotische interieur valt op door zijn eenheid van stijl. Het schrijnwerk (biechtstoelen, koorhek) werd geplaatst tussen 1874 en 1901. Het orgel van de firma Callinet et Rouffach werd geplaatst in 1883. Er hangen 17 luchters. De muurschilderingen en vier schilderijen op doek die op de muren werden geplakt zijn gerealiseerd in de jaren 1920. De muurschilderingen en de glasramen tonen het leven van Christus, van de heilige Bruno en andere heiligen.